# 佩茹萨拉
佩茹萨拉是巴西南大河州的一个市镇。总面积414.238平方公里，总人口3900人，人口密度9.4人/平方公里。